# جو ماثيوز
جو ماثيوز (بالإنجليزية: Joe Matthews)‏ هو سياسي جنوب أفريقي، ولد في 17 يونيو 1929 في ديربان في جنوب أفريقيا، وتوفي في 19 أغسطس 2010 في جوهانسبرغ في جنوب أفريقيا. حزبياً، نشط في Inkatha Freedom Party ‏ والمؤتمر الوطني الأفريقي. وقد انتخب عضو الجمعية الوطنية لجنوب أفريقيا.